# 小牧市民駅伝競走大会
小牧市民駅伝競走大会（こまきしみんえきでんきょうそうたいかい）は、愛知県小牧市で毎年冬に行なわれる駅伝大会である。パークアリーナ小牧を発着点にし、小牧市の北部を周回する。第1回の開催は1983年（昭和58年）2月。

## 沿革
- 1983年（昭和58年）2月13日 - 第1回小牧市民駅伝競走大会開催
- 2005年（平成17年）12月11日 - 第24回小牧市民駅伝競走大会開催
- 2006年（平成18年）12月10日 - 第25回小牧市民駅伝競走大会開催
- 2007年（平成19年）12月9日 - 第26回小牧市民駅伝競走大会開催

## 部門
- 一般の部
- 高校生の部
- 中学生男子の部
- 中学生女子の部